# EA Sports BIG
EA Sports BIG  é uma marca utilizada pela Electronic Arts de 2000 a 2008 para distribuir jogos de esportes com formato arcade (não-realista), parecidos com os jogos da Midway. SSX foi o primeiro jogo a ser lançado pela EA Sports Big. Mais tarde, jogos como FIFA Street 3 e SSX (2012) foram lançados pela EA Sports.

## Jogos
| Jogo                   | Plataforma(s)                                                    |
| ---------------------- | ---------------------------------------------------------------- |
| Def Jam Vendetta       | PlayStation 2, GameCube                                          |
| NBA Street             | PlayStation 2, GameCube                                          |
| NBA Street Vol. 2      | PlayStation 2, GameCube, Xbox                                    |
| NBA Street V3          | PlayStation 2, GameCube, Xbox                                    |
| NBA Street Showdown    | PlayStation Portable                                             |
| NBA Street Homecourt   | PlayStation 3, Xbox 360                                          |
| FIFA Street            | PlayStation 2, GameCube, Xbox                                    |
| FIFA Street 2          | PlayStation 2, GameCube, Xbox, PlayStation Portable, Nintendo DS |
| FIFA Street 3          | PlayStation 3, Xbox 360, Nintendo DS                             |
| Freekstyle             | PlayStation 2, GameCube                                          |
| NFL Street             | PlayStation 2, GameCube, Xbox                                    |
| NFL Street 2           | PlayStation 2, GameCube, Xbox                                    |
| NFL Street 2 Unleashed | PlayStation Portable                                             |
| NFL Street 3           | PlayStation 2, PlayStation Portable                              |
| NFL Tour               | PlayStation 3, Xbox 360                                          |
| Shox                   | PlayStation 2                                                    |
| Sled Storm             | PlayStation                                                      |
| SSX                    | PlayStation 2                                                    |
| SSX Tricky             | PlayStation 2, GameCube, Xbox, Game Boy Advance                  |
| SSX 3                  | PlayStation 2, GameCube, Xbox, Game Boy Advance, Gizmondo        |
| SSX Out of Bounds      | N-Gage                                                           |
| SSX On Tour            | PlayStation 2, GameCube, Xbox, PlayStation Portable              |
| SSX Blur               | Wii                                                              |